# 阿夸维瓦皮切纳
阿夸维瓦皮切纳（義大利語：Acquaviva Picena），是意大利阿斯科利皮切诺省的一个市镇。总面积20.9平方公里，人口3816人，人口密度182.6人/平方公里（2009年）。ISTAT代码为044002。